# Volucella auropila
Volucella auropila är en tvåvingeart som beskrevs av Charles Howard Curran 1928. Volucella auropila ingår i släktet humleblomflugor, och familjen blomflugor. Inga underarter finns listade i Catalogue of Life.